# Diederik van Meißen
Diederik I van Meißen, bijgenaamd Diederik de Onderdrukte (11 maart 1162 — 18 januari 1221) was van 1198 tot aan zijn dood markgraaf van Meißen. Hij behoorde tot het Huis Wettin.

## Levensloop
Hij was de tweede zoon van markgraaf Otto II van Meißen en Hedwig van Ballenstedt. Nadat zijn moeder zijn vader kon overtuigen om hem het markgraafschap Meißen na te laten, kwam hij in conflict met zijn oudere broer en de officiële troonopvolger Albrecht. Albrecht nam zelfs zijn vader gevangen om zijn rechten als troonopvolger af te dwingen. Keizer Frederik I Barbarossa dwong Albrecht om zijn vader vrij te laten, wat hij dan ook deed. Toen Otto in 1190 overleed, volgde Albrecht en niet Diederik hem op als markgraaf van Meißen. Diederik weigerde zijn broer echter te erkennen als markgraaf en er ontstond een oorlog tussen de broers.
Bij deze oorlog kreeg Diederik de steun van landgraaf Herman I van Thüringen. Later zou hij trouwen met de dochter van Herman, Jutta. Ze kregen minstens vijf kinderen:
- Hedwig (gestorven in 1249), huwde met graaf Diederik VI van Kleef
- Otto (gestorven in 1214)
- Sophia (gestorven in 1280), huwde met graaf Hendrik van Henneberg
- Koenraad, trad toe tot een kloosterorde
- Hendrik III (1218-1288), van 1221 tot 1288 markgraaf van Meißen.

In 1195 stierf Albrecht zonder nakomelingen na te laten. Omdat Diederik op dat moment op pelgrimstocht naar Palestina was, nam keizer Hendrik VI de regering van het markgraafschap over. Nadat Hendrik in 1197 stierf, werd Diederik de nieuwe markgraaf van Meißen.
Na de dood van Hendrik brak er machtsstrijd uit tussen keizer Otto IV en Filips van Zwaben over de Heilige Roomse troon. Diederik steunde Filips, die tot het Huis Hohenstaufen behoorde, en had daarom van hem Meißen teruggekregen. Ook nadat de machtsstrijd eindigde, toen Filips in 1208 werd vermoord, bleef Diederik trouw aan de Hohenstaufen. In 1210 werd hij ook markgraaf van Lausitz.
Tijdens zijn regering had Diederik gevaarlijke conflicten met de stad Leipzig en met de adel van Meißen. Nadat in 1217 zijn belegering van Leipzig mislukte, deed hij alsof hij zich overgaf. Het was echter een list en zodra Diederik en zijn leger in de stad werden binnengelaten, veroverden ze de stad. Nadat de stadsmuur was afgebroken, liet Diederik in de stad drie burchten bouwen. 
In 1221 stierf Diederik. Mogelijk werd hij in opdracht van de ontevreden adel in Meißen door zijn lijfarts vergiftigd.

## Voorouders
| Overgrootouders                 | Thiemo I van Wettin (1034-1118) ∞ Ida van Northeim (1070-)          | Thiemo I van Wettin (1034-1118) ∞ Ida van Northeim (1070-)          | Albrecht van Ravenstein (1098-1170) ∞ Bertha van Zwaben (-)         | Albrecht van Ravenstein (1098-1170) ∞ Bertha van Zwaben (-)         | Otto van Ballenstedt (1065-1123) ∞ Eilika van Saksen (1081-1142)    | Otto van Ballenstedt (1065-1123) ∞ Eilika van Saksen (1081-1142)    | Herman I van Winzenburg (1083-1135) ∞ Hedwig (1095-1162)            | Herman I van Winzenburg (1083-1135) ∞ Hedwig (1095-1162)            |
| Grootouders                     | Koenraad de Grote (1098-1157) ∞ Luitgard van Elchingen (1105-1145)  | Koenraad de Grote (1098-1157) ∞ Luitgard van Elchingen (1105-1145)  | Koenraad de Grote (1098-1157) ∞ Luitgard van Elchingen (1105-1145)  | Koenraad de Grote (1098-1157) ∞ Luitgard van Elchingen (1105-1145)  | Albrecht de Beer (1098-1170) ∞ Sophia van Winzenburg (1105-1160)    | Albrecht de Beer (1098-1170) ∞ Sophia van Winzenburg (1105-1160)    | Albrecht de Beer (1098-1170) ∞ Sophia van Winzenburg (1105-1160)    | Albrecht de Beer (1098-1170) ∞ Sophia van Winzenburg (1105-1160)    |
| Ouders                          | Otto II van Meißen (1125-1190) ∞ Hedwig van Ballenstedt (1130-1203) | Otto II van Meißen (1125-1190) ∞ Hedwig van Ballenstedt (1130-1203) | Otto II van Meißen (1125-1190) ∞ Hedwig van Ballenstedt (1130-1203) | Otto II van Meißen (1125-1190) ∞ Hedwig van Ballenstedt (1130-1203) | Otto II van Meißen (1125-1190) ∞ Hedwig van Ballenstedt (1130-1203) | Otto II van Meißen (1125-1190) ∞ Hedwig van Ballenstedt (1130-1203) | Otto II van Meißen (1125-1190) ∞ Hedwig van Ballenstedt (1130-1203) | Otto II van Meißen (1125-1190) ∞ Hedwig van Ballenstedt (1130-1203) |
| Diederik van Meißen (1162-1221) |                                                                     |                                                                     |                                                                     |                                                                     |                                                                     |                                                                     |                                                                     |                                                                     |